# Journal of Applied Meteorology and Climatology
Le Journal of Applied Meteorology and Climatology (Journal of Applied Meteorology jusqu'en 2005) est une revue scientifique publiée par l'American Meteorological Society. Cette publication est consacrée aux recherches météorologiques (météorologie physique, météorologie radar et météorologie satellitaire, couche limite atmosphérique, pollution de l'air, météorologie forestière et météorologie agricole, modèles mathématiques) et climatologiques appliquées (utilisation pour la prise de décision, gestion des risques climatiques, développement d'outil de surveillance).
Comme toutes les publications de l'American Meteorological Society, les articles publiés depuis plus de cinq ans sont accessibles gratuitement en ligne.